# Ізоелектронні молекулярні частинки
Ізоелектронні молекулярні частинки (рос. изоэлектронные молекулы, англ. isoelectronic molecular entities) — молекулярні частинки з однаковим числом валентних електронів та однотипною структурою (тобто з однаковою кількістю та з однаковим способом сполучення між собою атомів), проте які відрізняються природою принаймні частини складових елементів, наприклад, ізоелектронні CO, N2 і NO+; CH2=C=O і CH2=N+=N-; ізо-π-електронні молекули, що мають однакове число π-електронів (наприклад, катіони тропілію, піридинію, оксазолію).